# Кальвинкель
Кальвинкель (нем. Kahlwinkel) — деревня в Германии, в земле Саксония-Анхальт. Входит в состав общины Финнеланд района Бургенланд.
Население составляет 358 человек (на 31 декабря 2006 года). Занимает площадь 6,80 км².
Впервые упоминается в 1430 году. До 2009 года населённый пункт имел статус общины (коммуны). 1 июля 2009 года Кальвинкель был объединён с соседними населёнными пунктами, образовав новую общину Финнеланд.